# Aulacus fusiger
Aulacus fusiger är en stekelart som beskrevs av August Schletterer 1890. Aulacus fusiger ingår i släktet Aulacus och familjen vedlarvsteklar. Inga underarter finns listade.